# Diagrama de red informática
Un diagrama de red informática es un esquema que representa los nodos y las conexiones entre nodos en una red informática o, más generalmente, cualquier red de telecomunicaciones. Los diagramas de redes informáticas forman una parte importante de la documentación de redes.
Utiliza símbolos para dispositivos como routers y servidores, y líneas para tipos de conexiones. Es esencial para la resolución de problemas, mantenimiento de la seguridad, documentación y planificación de proyectos de redes.
Los diagramas de red son fundamentales en la actualidad por diversas razones:
- Resolución de incidentes y problemas.
- Prevención del caos.
- Mantenimiento de la seguridad y el cumplimiento normativo.
- Descripción de pasos necesarios para completar proyectos.
- Presentación de proyectos o servicios a clientes potenciales.
- Documentación de comunicaciones internas y externas de una empresa.
- Envío de solicitudes de propuestas a proveedores sin compartir datos confidenciales.

Estos diagramas facilitan la gestión eficiente y segura de las redes, asegurando su buen funcionamiento y desarrollo.

## Simbolización

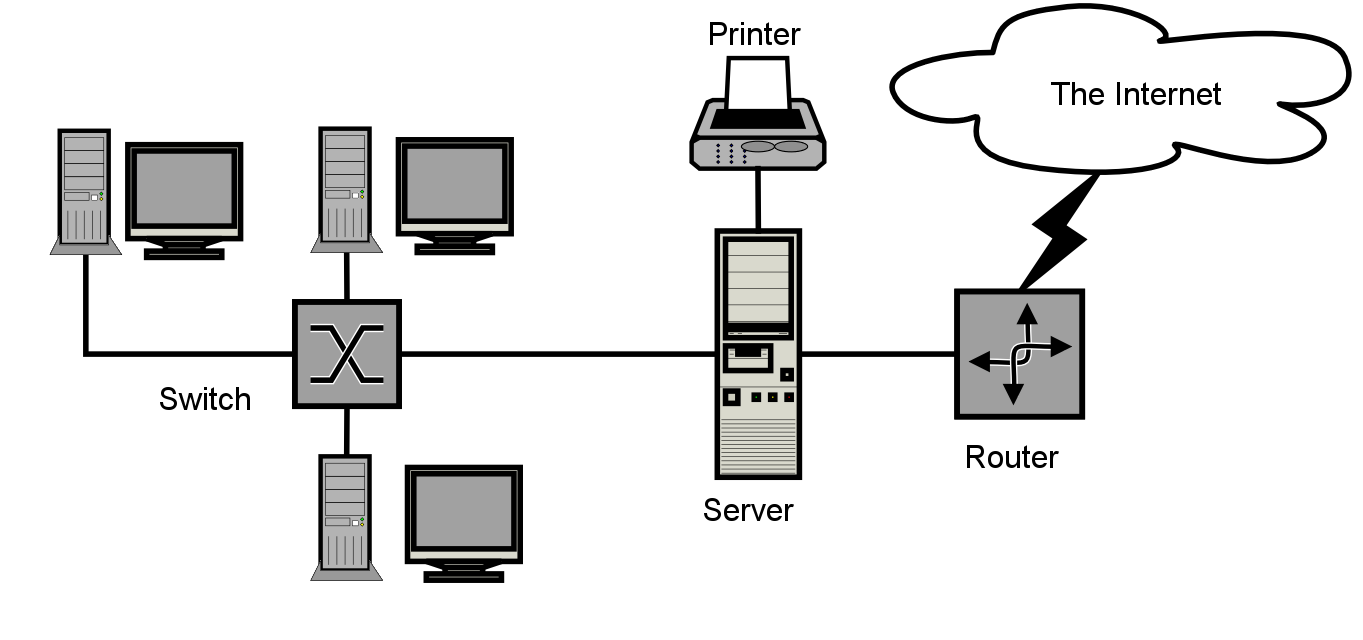
Un ejemplo de un diagrama de red.

Se utilizan iconos fácilmente identificables para representar dispositivo de red comunes, por ejemplo, routers, y el estilo de las líneas entre ellos indica el tipo de conexión.  Las nubes se utilizan para representar redes externas a la de la imagen con el fin de representar las conexiones entre dispositivos internos y externos, sin indicar las características específicas de la red exterior. Por ejemplo, en la hipotética red de área local de la derecha, tres ordenadores personales y un servidor están conectados a un conmutador; el servidor, a su vez, está conectado a una impresora y a un router pasarela, que a su vez está conectado a Internet a través de un enlace WAN. 
Dependiendo de si el diagrama está destinado a un uso formal o informal, es posible que falten algunos detalles y deban determinarse a partir del contexto. Por ejemplo, el diagrama de ejemplo no indica el tipo físico de conexión entre los PC y el conmutador, pero como se representa una LAN moderna, se puede suponer que es Ethernet. Sin embargo, si se utilizara el mismo estilo de línea en un diagrama WAN (red de área extensa), podría indicar un tipo de conexión diferente.
A diferentes escalas, los diagramas pueden representar varios niveles de granularidad de la red. A nivel de LAN, los nodos individuales pueden representar dispositivos físicos individuales, como concentradores o servidores de archivos, mientras que a nivel de WAN, los nodos individuales pueden representar ciudades enteras. Además, cuando el alcance de un diagrama cruza los límites comunes LAN/MAN/WAN, pueden representarse dispositivos hipotéticos representativos en lugar de mostrar todos los nodos realmente existentes. Por ejemplo, si un dispositivo de red está destinado a conectarse a través de Internet a muchos dispositivos móviles de usuario final, sólo se puede representar un único dispositivo para mostrar la relación general entre el dispositivo y cualquiera de ellos.

### Simbolización creadas por empresas proveedoras
El proveedor de dispositivos de red Cisco, tiene una gran presencia en mercado de las telecomunicaciones, ha diseñado una amplia variedad de símbolos dispositivos de red, su lista de símbolos ("Network Topology Icons") es exhaustiva. 
Otras empresas que han destado en su creación de simbología para diagramas de red informática son, las empresas de almacenamiento en la nube: Microsoft Azure y Amazon Web Services.

## Topología
La topología física de la red puede representarse directamente en un diagrama de red, ya que se trata simplemente del grafo físico representado por los diagramas, con los nodos de red como vértices y las conexiones como aristas no dirigidas o directas (según el tipo de conexión).  La topología lógica de la red se puede inferir del diagrama de red si también se proporcionan detalles de los protocolos de red en uso.

### Galería

Red privada virtual
Red privada empresarial
Red superpuesta colapsada.
Red superpuesta desarticulada
Conectividad de xDSL a Internet
Ilustración de triple play
Distribución y núcleo de Internet
Internet, acceso al núcleo.